# Съла
Съла Генчоглу (на турски: Sıla Gençoğlu), в музиката повече известна само с личното си име Съла, е турска певица, авторка на песни и продуцентка. Изпълнява песни в стил поп, джаз и рок.

## Биография
Родена е в околия Аджъпаям, вилает Денизли, Турция на 17 юни 1980 г.
По произход майка ѝ е от Измир, а баща ѝ е от Денизли. Майка ѝ Йомур Генчоглу (фамилия по баща Балабан) е фармацевтка, а баща ѝ Шюкрю Генчоглу е химик и политик. Сгодяват се (1973) и сключват брак през 1975 г. В средата на 1990 г. баща ѝ е кандидат за валия на вилает Денизли, излъчен от Партията на истинския път, но по-късно подава оставка и не участва в изборите. Дядо ѝ по майчина линия Музафер Фикри Балабан е бил депутат в 10-ия парламент на Турция от Демократическата партия, осъден на 2,5 години затвор след държавния преврат в Турция през 1960 г. Дядо ѝ по бащина линия Ръза Генчоглу е бил депутат от Партията на справедливостта в 15-ия парламент на Турция.
След завършване на основното си образование в Денизли тя се запалва по изучаването на френски език и се установява в Измир с баба си Сюхейла Балабан, за да посещава гимназия. През 1990 г. се записва в гимназия „Тевфик Фикрет“, за да изучава френски език и остава там до 1997 г. Учительт ѝ по музика Азиз Пелен разкрива интереса ѝ към музиката и я кара да се изявява на сцената в училищни хорове и програми. Втората и третата година в гимназията ходи на частни уроци по пеене. Посещава уроци и при Сабахат Текебаш от Държавната опера и балет на Измир.
През 1998 г. се премества в Истанбул и записва да учи висше образование. Изучава френски език и литература във Факултета по литература на Истанбулския университет в продължение на година, след това се прехвърля в Истанбулския университет „Билги“, за да учи джаз музика. Преди това е солистка на джаз оркестъра на Нешет Руакан, Недим Руакан и Незих Йешилнил на джаз фестивала в Афьон. Усъвършенства се заедно с Нюкхет Руаджан и се запознава с музиканта Ефе Бахадър, който има значителен принос върху бъдещите ѝ албуми. След кратко обучение се запознава с Кенан Догулу и е негова беквокалистка в продължение на 7 години.
Композициите и текстовете на песните на Съла са включени в албумите на много известни изпълнители като Ферхат Гьочер, Кенан Догулу и Емел Мюфтюоглу. Тя придобива популярност сред публиката при съвместната си дейност със Сезен Аксу в песента Sıla-Töre за турския телевизионен сериал „Завръщане“.